# Vladimir Novikov
Vladimir Dmitrijevič Novikov (in russo Владимир Дмитриевич Новиков?; Mosca, 25 giugno 1937 – 1980) è stato un pallanuotista sovietico, vincitore di una medaglia d'argento all'olimpiade di Roma 1960.